# Osredek pri Hubajnici
Osredek pri Hubajnici este o localitate din comuna Sevnica, Slovenia, cu o populație de 14 locuitori.